# Theophilus H. Holmes

Theophilus Holmes

Theophilus Hunter Holmes (* 13. November 1804 in Clinton, North Carolina; † 21. Juni 1880 in Fayetteville, North Carolina) war bis 1861 Offizier im US-Heer und später Generalleutnant des konföderierten Heeres.
Holmes wurde als Sohn des ehemaligen Gouverneurs von North Carolina Gabriel Holmes geboren. Er schloss 1829 als 44. von 46 in seiner Klasse die US-Militärakademie in West Point, New York ab und wurde als Brevet-Leutnant zum 7. US-Infanterieregiment versetzt.
In den 1830er und 40ern diente er an der Frontier und nahm am zweiten Seminolenkrieg teil. 1841 heiratete er Laura Wetmore, mit der er sechs Kinder hatte.
Während des Mexikanisch-Amerikanischen Krieges wurde er für sein Verhalten bei der Schlacht von Monterrey zum Brevet-Major ernannt. Zum regulären Dienstgrad wurde er 1855 im 8. US-Infanterieregiment befördert. 
Bei Ausbruch des Sezessionskrieges war Holmes Kommandeur der Rekrutierungsstelle im Fort Columbus auf Governors Island. Er quittierte am 22. April 1861 seinen Dienst im US-Heer, da er bereits im März als Oberst in das konföderierte Heer eingetreten war. Außer Holmes taten dies nur 14 weitere Stabsoffiziere. Er befehligte die Küstenverteidigung im Wehrbereich North Carolina und diente anschließend als Brigadegeneral in der Miliz North Carolinas. Am 5. Juni 1861 wurde er zum Brigadegeneral im konföderierten Heer befördert und kommandierte den Verteidigungskreis Fredericksburg. Er unterstützte die konföderierte Potomac-Armee bei der Ersten Schlacht am Bull Run mit seiner Artillerie. Am 7. Oktober 1861 wurde er zum Generalmajor befördert. Während der Sieben-Tage-Schlacht kämpfte er unter Robert E. Lee, obwohl er nicht der Nord-Virginia-Armee angehörte. Seine mangelnde Initiative während der Kämpfe wurde kritisiert. Im Juli 1862 wurde er zum Befehlshaber des Kriegsschauplatzes Trans-Mississippi ernannt und am 10. Oktober zum Generalleutnant befördert. Seine mangelhaften Leistungen auf dem Kriegsschauplatz zwangen Präsident Jefferson Davis, ihn auf Grund öffentlichen Drucks durch Edmund Kirby Smith zu ersetzen und Holmes zum Befehlshaber des Wehrbereichs Arkansas – eines Teils seines ehemaligen Kommandobereichs – zu ernennen. Auch hier war Holmes erfolglos. So scheiterte er in der Schlacht um Helena. Als General Smith und andere bekannte Politiker seine Ablösung verlangten, trat Holmes im Herbst 1864 von seinem Posten zurück und wurde von Präsident Davis zum Befehlshaber der Reserve North Carolinas ernannt. Holmes ergab sich am 26. April 1865, gemeinsam mit General Joseph E. Johnston, dem Unionsgeneral William Tecumseh Sherman.
Er kehrte nach North Carolina zurück und verbrachte den Rest seines Lebens als Farmer nahe Fayetteville.
Holmes verstarb am 21. Juni 1880 in Fayetteville.